# آلي لونغ
أليكساندرا «آلي» لينسلي لونج (بالإنجليزية: Allie Long) (ولدت في 13 أغسطس 1987) هي لاعبة كرة قدم أميركية. تلعب حالياً في صفوف نادي سياتل رين في الدوري الوطني النسائي، وهي أحد عناصر منتخب الولايات المتحدة. ظهرت لأول مرة مع المنتخب الوطني في 8 مايو 2014 في مباراة ودية ضد كندا. لعبت منذ ذلك الحين 32 مباراة كاملة للفريق.
لعبت آلي كرة القدم في جامعة ولاية بنسلفانيا لموسمي 2005 و2006، قبل أن تنتقل إلى جامعة ولاية كارولينا الشمالية في تشابل هيل للعب لفريق تار هيلس. كانت لونغ عضوا في فريق تار هيلز الذي فاز في بطولة كرة القدم النسائية NCAA في عام 2008. كلاعبة محترفة، لعبت آلي في عدة أندية من بينها: سكاي بلو في دوري المحترفات، وباريس سان جيرمان في دوري قسم 1 النسوي في فرنسا، ونيويورك فيوري في دوري النخبة النسائي الممتاز. وكانت أحد أبرز اللاعبين في فريق بورتلاند ثورنز حيث قضت خمس مواسم مع النادي حتى نهاية 2017.